# Salvador Cabañas
Salvador Cabañas Ortega (Assunção, 5 de agosto de 1980), é um ex-futebolista paraguaio que atuava como atacante. Chegou a quase assinar um contrato com o Manchester United, em 2010, o que foi impedido após ter sofrido um acidente.

## Carreira

### 12 de Octubre
Iniciou sua carreira em 1998 no 12 de Octubre, onde atuou em 11 jogos, marcando 4 gols e 3 assistências.

### Club Guaraní
Em 1999 Cabañas foi emprestado ao para o Club Guaraní onde fez 20 jogos e marcou 6 gols e 4 assistências.

### 12 de Octubre
Em 2000-2001 Cabañas retorna de emprestimo, fez 31 jogos 8 gols 5 assistências.

### Audax Italiano
Nas temporadas de 2001 a 2003 jogou no Audax Italiano participando de 53 jogos marcando 29 gols e 10 assistências.

### Jaguares de Chiapas
Na temporada de 2003-2004 , ele chegou ao futebol mexicano para jogar no Jaguares de Chiapas  na temporada marcou 20 gols em 38 jogos e deu 3 assistências                                                                                                                                                                                                                      
Em 2004-2005 fez 34 jogos e marcou 18 gols 4 assistências 
Na temporada  2005-06 participou de 34 jogos 23 gols e 10 assistências.
Na temporada de  2005  também jogou no UANL Tigres emprestado pelo  Jaguares de Chiapas onde fez 3 jogos não marcou nenhum gol e não deu nenhuma assistência.
Na volta ao Jaguares de Chiapas, Salvador Cabañas foi vendido ao América, para disputar o próximo torneio do Clausura 2006, com a surpreendente campanha dos Jaguares e com a chegada de "Didí" Pereira, adquire um ritmo impressionante para entrar totalmente na briga pelo campeonato de goleiros, chegando a 15 gols, a um de Bruno Marioni e Andrés Silvera que dividiram o título. Ele é, sem dúvida, um dos jogadores estrangeiros mais rentáveis do futebol mexicano nos últimos anos, não apenas por sua capacidade de goleador, mas pelo quão bem ele joga fora da área, a constância, regularidade e liderança que conquistou nos Jaguars. Para o Clausura 2006, com 11 gols, ele finalmente alcançou um objetivo de meta compartilhada com Sebastián Abreu. Neste mesmo torneio, marcou mais 3 gols. Ele acabou se tornando o artilheiro da história do Jaguares de Chiapas com mais de 50 gols.
Era convocado com frequência pela Seleção Paraguaia. Jogou a Copa do Mundo de 2006 e a Copa América de 2007 com a seleção de seu país.
Ficou conhecido como "carrasco dos brasileiros" por ter feito gols importantes pelo América do México contra o Santos e o Flamengo na Copa Libertadores da América de 2008. Contra o Fla, marcou dois gols na vitória por 3 a 0, revertendo o placar de 4 a 2 do primeiro jogo no México e submetendo o time carioca a uma amarga eliminação no Maracanã. Além disto, também marcou um gol contra a Seleção Brasileira pelas Eliminatórias da Copa do Mundo de 2010, ajudando o Paraguai a derrotar o Brasil por 2 a 0.

### Incidente por bala em 2010 e as consequências
Na madrugada do dia 25 de janeiro de 2010, Cabañas foi baleado na cabeça, aproximadamente às 5 horas e 30 minutos, durante uma suposta tentativa de assalto em um banheiro de uma casa noturna na Cidade do México. Porém, mais tarde, a especulação mais aceita seria a de que Cabañas teria sido alvejado por um torcedor adversário, porém, também foram levantadas as possibilidades de um torcedor do seu próprio clube, o América do México, tê-lo feito. Poucos dias antes, o jogador tinha sido um dos principais responsáveis pela perda da vaga na Copa Libertadores da América de 2010 do seu time, após desperdiçar uma cobrança numa disputa por pênaltis. Conforme relatou a esposa do jogador à época, não houve briga corporal. Segundo os médicos, o atacante correu risco de morte.
Após a primeira e delicada cirurgia, realizada na manhã de 25 de janeiro de 2010 no hospital Ángeles del Pedregal, na Cidade do México, o paraguaio seguiu em estado grave, mas estável. Numa coletiva de imprensa após a operação, o neurocirurgião Ernesto Martínez afirmou que o atacante paraguaio sofreu um grave traumatismo craniano e que pedaços de ossos foram retirados do crânio, mas que a bala não havia sido removida para evitar causar mais danos ao atleta, como sequelas para o resto de sua vida. Martínez não assegurou que Cabañas estaria fora de perigo, e o jogador ainda correria sério risco de morte.
Em 2 de março de 2010, Cabañas teve alta do hospital. Foi publicado que o paraguaio inclusive já conseguia praticar exercícios numa bicicleta ergométrica. Apesar de sua rápida recuperação, seu retorno ao futebol ainda era incerto.
A esposa do jogador, Maria Alonso, disse em entrevista em 24 de novembro de 2010, que Cabañas estava "quebrado", que teria entrado em depressão e que a família estava passando por muitos problemas econômicos.
Em 1 de dezembro de 2010, Cabañas disse que iria à Corte Arbitral do Esporte para exigir do América o pagamento dos salários atrasados e dos gastos com sua recuperação.

### A volta aos treinos em 2011
Em 3 de fevereiro de 2011, Cabãnas voltou a treinar em um clube de futebol, o Libertad, do seu país natal. Segundo o médico do Libertad, Porfirio Benítez Musa, ainda era cedo para pensar em uma volta ao futebol. O objetivo imediato de Cabañas não era voltar a jogar profissionalmente, mas sim ter uma evolução psicológica. O médico esperava que o atacante tivesse uma recuperação melhor a partir do contato com outros atletas.

### Despedida da seleção
Em 10 de agosto de 2011, Cabañas fez sua despedida oficial da Seleção do Paraguai em um amistoso disputado no Estádio Azteca, no México, em sua homenagem entre o Paraguai e o ex-clube do jogador, o América. A partida terminou empatada em 0 a 0, sendo que Cabañas atuou durante nove minutos pelo América no primeiro tempo e 11 minutos pela Seleção Paraguaia no segundo tempo.

### A volta ao futebol
Em 19 de janeiro de 2012, foi anunciada oficialmente a volta de Cabañas ao futebol. O jogador iria atuar na equipe 12 de Octubre, onde iniciou sua carreira, a partir de 20 de janeiro desse mesmo ano. No dia 16 de março de 2014, Cabañas acertou com o clube brasileiro Tanabi do interior de São Paulo, time que disputava a quarta divisão do Campeonato Paulista. Por problemas de documentação não pôde disputar a Série B do Paulista, e pelo Tanabi jogou apenas uma partida, um amistoso contra o Grêmio Barueri, em que iniciou a jogada do primeiro gol e também perdeu um pênalti, empatando em 2 a 2.

### Aposentadoria
Anunciou sua aposentadoria em maio de 2014: "Já estou aposentado do futebol profissional, vou me dedicar a minha escola de futebol", disse o centroavante em entrevista à Rádio Cardinal, do Paraguai. "Meu projeto, agora, é levantar meu complexo (esportivo)", continuou El Mariscal. No dia 2 de junho de 2014, afirmou: "Não tenho mais condições de jogar futebol. Estou deixando os campos por não conseguir mais acompanhar o ritmo dos outros jogadores".
Em 27 de junho de 2014, porém, Cabañas assinou com o Independiente Fútbol Club de Pedro Juan Caballero. Em 29 de junho de 2014, Cabañas estreou pelo Independiente contra o Club Sportivo 2 de Mayo, entrando em campo aos 35 minutos do segundo tempo.
Em 2016, em visita a Madri, onde foi homenageado pela comunidade paraguaia na Espanha, declarou que pretende seguir carreira como técnico de futebol.

## Títulos

### Club America
- InterLiga: 2008
- Copa El Mexicano: 2008
- Serie Mundial de Fútbol: 2006.

#### Campanhas de Destaque
- Vice-campeão da Copa Sul-Americana: 2007
- Vice-campeão do Primera División de México (Primera División): 2007 (clausura)
- Semifinalista da Copa Libertadores da América: 2008

### Prêmios Individuais
- Futebolista Paraguaio do Ano em 2007;[14]
- Futebolista Sul-Americano do Ano em 2007;[14]
- Selecionado a "Equipe Ideal da América do Sul" em 2007, 2008 e 2009;[14]

### Artilharias
- Campeonato Chileno (Torneo Apertura): 2003 - (18 gols)
- Primera División de México (Torneo Clausura): 2006 - (11 gols). (dividida com Sebastián Abreu)
- Copa Libertadores da América: 2007 - (10 gols)
- Copa Libertadores da América: 2008 - (8 gols). (dividida com Marcelo Moreno)
- InterLiga: 2010 - (4 gols). (dividida com Rodrigo Ruiz)

### Recordes
- 2º futebolista que mais marcou gols em 2007;[15]
- É o maior goleador de equipes mexicanas na Copa Libertadores da América.[16]
- Maior artilheiro do Jaguares de Chiapas: 61 gols